# Montigny-lès-Metz
Montigny-lès-Metz este un oraș în nord-estul Franței, în departamentul Moselle, în regiunea Lorena. Face parte din aglomerația orașului Metz.
1. ↑  répertoire géographique des communes, accesat în 26 octombrie 2015
2. ↑  dataset of postal codes in France, 1 octombrie 2018